# جيراردو أرتيجا
جيراردو أرتيجا (بالإسبانية: Gerardo Arteaga)‏ (7 سبتمبر 1998 في المكسيك - ) هو لاعب كرة قدم مكسيكي في مركز الظهير. لعب مع سانتوس لاغونا.

## وصلات خارجية
- جيراردو أرتيجا على موقع الاتحاد الأوربي (الإنجليزية)
- جيراردو أرتيجا على موقع قاعدة بيانات كرة القدم.إي يو (الإنجليزية)
- جيراردو أرتيجا على موقع ناشيونال فوتبول تيمز (الإنجليزية)
- جيراردو أرتيجا على موقع Soccerway.com (الإنجليزية)
- جيراردو أرتيجا على موقع عالم كرة القدم.نت (الإنجليزية)
- جيراردو أرتيجا على موقع AS.com (الإسبانية)